# Avtunîci, Horodnea
Avtunîci (în ucraineană Автуничі) este un sat în comuna Andriivka din raionul Horodnea, regiunea Cernihiv, Ucraina.

## Demografie
Componența lingvistică a localității Avtunîci
     Ucraineană (95,24%)
     Rusă (4,76%)
Conform recensământului din 2001, majoritatea populației localității Avtunîci era vorbitoare de ucraineană (95,24%), existând în minoritate și vorbitori de rusă (4,76%).